# 巴尔塔纳斯
巴尔塔纳斯，是西班牙卡斯蒂利亚-莱昂帕伦西亚省的一个市镇。 总面积159平方公里，总人口1496人（2001年），人口密度9人/平方公里。